# Michaela Houser
Michaela Duran Houser (ur. 15 maja 1991) – amerykańska koszykarka występująca na pozycji rozgrywającej. Od 2023 zawodniczka Innova TSN Leganes.
27 grudnia 2021 opuściła Polskie Przetwory Basket-25 Bydgoszcz. Dzień później dołączyła do Enei AZS-u Politechniki Poznań.

## Osiągnięcia
(Stan na 5 stycznia 2022, na podstawie, o ile nie zaznaczono inaczej.)
NCAA
- Uczestniczka II rundy turnieju NCAA (2012–2014)
- Mistrzyni turnieju konferencji Big 10 (2012, 2013)
- Zaliczona do:
  - I składu turnieju Big Ten (2013)
  - II składu Big Ten (2014)
  - składu honorable mention All-Big Ten (2013)

Drużynowe
- Wicemistrzyni Finlandii (2015)

Indywidualne
(* – nagrody przyznane przez portal eurobasket.com)
- Zaliczona do:
  - I składu:
    - najlepszych zagranicznych zawodniczek ligi*:
      - szwedzkiej (2019)
      - fińskiej (2015)

    - kolejki EBLK (6, 7 – 2021/2022)[5][6]

  - II składu ligi*:
    - szwedzkiej (2019)
    - fińskiej (2015)

  - składu honorable mention ligi rumuńskiej (2017)*
- Liderka ligi włoskiej w:
  - asystach (2020)
  - przechwytach (2020)